# USA:s Grand Prix 1966
USA:s Grand Prix 1966 var det åttonde av nio lopp ingående i formel 1-VM 1966.

## Resultat
1. Jim Clark, Lotus-BRM, 9 poäng
2. Jochen Rindt, Cooper-Maserati (varv 107, bränslebrist), 6
3. John Surtees, Cooper-Maserati, 4
4. Jo Siffert, R R C Walker (Cooper-Maserati), 3
5. Bruce McLaren, McLaren-Ford, 2
6. Peter Arundell, Lotus-Climax, 1

### Förare som bröt loppet
- Innes Ireland, Bernard White Racing (BRM) (varv 96, generator)
- Richie Ginther, Honda (81, för få varv)
- Mike Spence, Reg Parnell (Lotus-BRM) (74, tändning)
- Ronnie Bucknum, Honda (58, motor)
- Joakim Bonnier, Jo Bonnier (Cooper-Maserati) (57, för få varv)
- Jack Brabham, Brabham-Repco (55, motor)
- Jackie Stewart, BRM (53, motor)
- Graham Hill, BRM (52, differential)
- Lorenzo Bandini, Ferrari (34, motor)
- Denny Hulme, Brabham-Repco (18, motor)
- Pedro Rodríguez, Lotus-BRM (13, avbröt)
- Dan Gurney, Eagle-Weslake (13, koppling)

### Förare som diskvalificerades
- Bob Bondurant, Eagle-Climax (varv 5, knuffades igång)